# Cajun Pawn Stars
Cajun Pawn Stars (no Brasil: Trato Feito: Luisiana; em Portugal: O Preço da História Louisiana) é uma série televisiva de realidade americana, transmitida pelo History Channel, produzida pela Leftfield Pictures, e que foi lançada em 8 de janeiro de 2012 nos Estados Unidos.
A série é o segundo  spin-off de Pawn Stars , porém ao contrário dos spin-offs American Restoration e Counting Cars, é totalmente sem relação com o local e a equipe de Pawn Stars. Já foram transmitidas quatro temporadas, e no momento a série vive um hiato, sem previsão da produção de uma nova temporada.

## Sinopse
Cajun Pawn Stars gira em torno de uma outra loja de penhores de propriedade familiar, a Silver Dollar Pawn & Jewelry Center em Alexandria, Luisiana, que pertence à Jimmie "Big Daddy" DeRamus, que dirige a loja junto com sua esposa Peggy, seu irmão Johnnie, e filha Tammie. Dão assistência a DeRamuses os funcionários Tina Journet, Walt Piper, e Robby Friend, bem como o especialista em armas residente da loja de penhor Gary Ermatinger. A loja afirma ter mais de 100 000 itens.
O formato do programa é semelhante ao Pawn Stars original, uma vez que apresenta uma série de itens colecionáveis, antiguidades e incomuns, que as pessoas vendem ou penhoram, complementados com fatos "pop-up" relacionados com o item. Assim como acontece com na série original, a loja, por vezes, consulta um especialista para dar uma avaliação ou opinião sobre o item que está sendo vendido ou penhorado.  Além disso, no segundo intervalo comercial, uma questão trivial é feita em relação à loja.
Apesar do programa ser chamado "Cajun" Pawn Stars, Alexandria, onde a loja de penhores está localizada,é a sede da paróquia de Rapides, Louisiana, que não é considerada parte de Acadiana, o centro da cultura Cajun.

## Episódios
| Temporada | Temporada | Episódios | Estreia                | Encerramento           |
| --------- | --------- | --------- | ---------------------- | ---------------------- |
|           | 1         | 8         | 8 de janeiro de 2012   | 6 de fevereiro de 2012 |
|           | 2         | 17        | 4 de junho de 2012     | 1 de agosto de 2012    |
|           | 3         | 20        | 12 de setembro de 2012 | 12 de dezembro de 2012 |
|           | 4         | 7         | 26 de dezembro de 2012 | 10 de janeiro de 2013  |